# Brad Staubitz
Bradley "Brad" Staubitz, född 28 juli 1984 i Edmonton, Alberta, är en kanadensisk professionell ishockeyspelare som spelar för Toronto Maple Leafs i NHL. Han har tidigare spelat för Anaheim Ducks, San Jose Sharks, Minnesota Wild och Montreal Canadiens.
Staubitz blev aldrig draftad av något lag.